# Principio di indeterminazione di Heisenberg

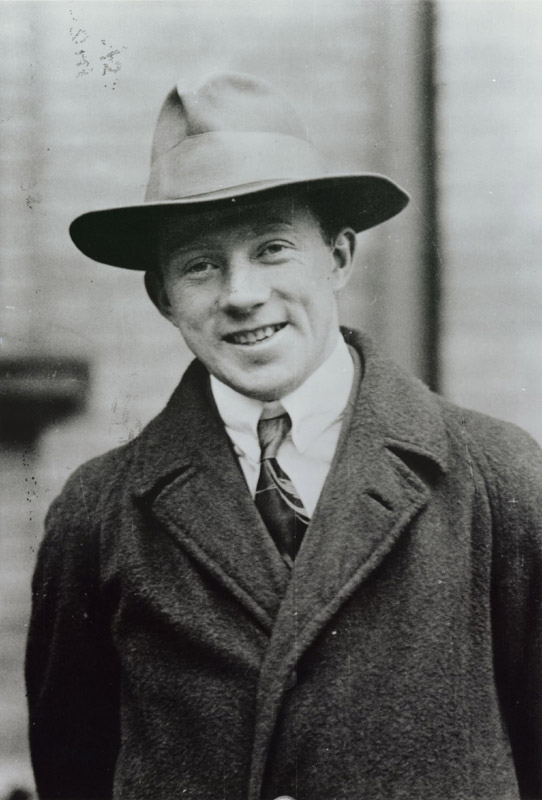
Werner Karl Heisenberg nel 1927, anno in cui pubblicò il suo articolo sul principio di indeterminazione.

In meccanica quantistica, il principio d'indeterminazione di Heisenberg stabilisce i limiti nella misurazione dei valori di grandezze fisiche coniugate o, nelle formulazioni più recenti e generali, incompatibili in un sistema fisico.
Nella formulazione più nota, è espresso dalla relazione
{\displaystyle \Delta x\cdot \Delta p_{x}\,\geq \,{\frac {\hbar }{2}}}
fra il prodotto dell'incertezza (errore) sulla posizione ({\displaystyle \Delta x}) e dell'indeterminazione (disturbo) sulla quantità di moto ({\displaystyle \Delta p_{x}}) di una particella, dove {\displaystyle \hbar } è la costante di Planck ridotta. Ad esempio, una volta nota la posizione {\displaystyle x} di una particella con una certa precisione o incertezza fissata {\displaystyle \Delta x} diversa da zero, questa disuguaglianza implica che è possibile conoscere la sua quantità di moto {\displaystyle p_{x}} solo con una indeterminazione non inferiore al limite {\displaystyle \hbar /2\Delta x}; limite che sarà tanto più grande quanto più piccola è l'incertezza {\displaystyle \Delta x}, senza che sia possibile quindi misurare esattamente la quantità di moto e la corrispondente velocità della particella.
Enunciato nel 1927 da Werner Karl Heisenberg e successivamente confermato da innumerevoli esperimenti, rappresenta un concetto cardine della meccanica quantistica, che ha sancito una radicale rottura rispetto alle leggi della meccanica classica.

## Introduzione
(Werner Karl Heisenberg, 1942)
I postulati della meccanica quantistica, così come i dettagli del processo di misura, stabiliscono una serie di relazioni e disuguaglianze d'indeterminazione che possono essere correlate di volta in volta all'impossibilità di conoscere i dettagli di un sistema senza perturbarlo (indeterminazione di Heisenberg), all'indeterminazione intrinseca ai sistemi quantistici (disuguaglianza di Robertson) o all'impossibilità di determinare contemporaneamente nello stesso sistema il valore di due osservabili complementari (principio di complementarità di Bohr). Nel corso di decenni di ricerche si è appurato che a partire dai postulati della meccanica quantistica è possibile ricavare tali relazioni (sia nella formulazione originale di Heisenberg, sia in quelle successive), cioè dimostrare perché certe coppie di grandezze fisiche non siano misurabili contemporaneamente (complementarità di Bohr) o in successione (indeterminazione di Heisenberg) con precisione arbitraria (e men che meno assoluta).
Poiché il principio d'indeterminazione esprime l'impossibilità di determinare con precisione a priori illimitata i valori di due variabili incompatibili, l'osservatore dovrà scegliere quale misura privilegiare e disporre gli strumenti di misura di conseguenza. Si noti che il principio d'indeterminazione non si applica a tutte le possibili coppie di osservabili. Ad esempio è sempre possibile, in linea di principio, misurare posizione e carica elettrica con precisione arbitraria. In maniera analoga, mentre il principio d'indeterminazione si applica alla misura di {\displaystyle x} e della componente {\displaystyle p_{x}} della quantità di moto lungo {\displaystyle x}, questo non si applica alla misura di {\displaystyle x} e di {\displaystyle p_{y}} (dato che {\displaystyle \left[{\hat {x}},\,{\hat {p}}_{y}\right]={\hat {x}}\,{\hat {p}}_{y}-{\hat {p}}_{y}\,{\hat {x}}\,=\,0}). Infine, tale principio non pone invece vincoli alla misura di una singola grandezza (come ad esempio l'energia - vedi Sezione Relazioni d'indeterminazione energia/tempo), che può essere determinata con precisione arbitraria.
Il ruolo del principio d'indeterminazione nella fisica moderna e nei fondamenti della meccanica quantistica è stato oggetto di un lungo dibattito. In senso stretto, le relazioni d'indeterminazione sono ricavate come conseguenza dei postulati della meccanica quantistica. Secondo un certo punto di vista, l'importanza della scoperta di Heisenberg è quindi principalmente storica, rilevante più che altro per aver messo in evidenza le proprietà di una teoria completamente diversa dalla fisica classica. Tuttavia, secondo una diversa visuale, nella sua forma più generale di indeterminismo quantico il principio d'indeterminazione resta un principio d'assoluta generalità, che, al pari del principio di relatività, risulta fondamento della fisica moderna.

## Relazioni d'indeterminazione di Heisenberg

### L'esperimento mentale col microscopio

L'esperimento mentale del microscopio proposto da Heisenberg nel suo articolo del 1927.
La relazione d'indeterminazione posizione/momento viene ricavata da leggi ottiche e dall'effetto Compton d'interazione tra un fotone e un elettrone inizialmente fermo.

Nell'articolo del 1927, la relazione d'indeterminazione posizione/quantità di moto viene ricavata, mediante l'esperimento mentale del microscopio, da leggi ottiche e dall'effetto Compton d'interazione tra un fotone energetico {\displaystyle \gamma } e un elettrone inizialmente fermo. Il fotone (verde) arriva da sinistra (asse {\displaystyle X}), urta l'elettrone (blu) che si muoverà e ne viene a sua volta deviato, entrando nel microscopio (fotone rosso) con una lunghezza d'onda {\displaystyle \lambda '} maggiore di quella {\displaystyle \lambda } del fotone verde incidente (effetto Compton: {\displaystyle \lambda '>\lambda }). 
La lente del microscopio ha un'accettanza angolare {\displaystyle \theta } e la risoluzione ottica {\displaystyle \Delta x} con cui il microscopio "vede" l'elettrone vale:
{\displaystyle \Delta x\,\simeq \,{\frac {\lambda '}{2\,sin\theta }}}.
Il fotone entra nel microscopio con un angolo indeterminato, ma certamente compreso tra {\displaystyle +\theta } e {\displaystyle -\theta } (è questa l'unica informazione disponibile sulla direzione del fotone). 
La quantità di moto del fotone lungo l'asse {\displaystyle X} è allora affetta da un'indeterminazione proporzionale a 
{\displaystyle \Delta p_{x}\,\simeq \,2\,p'\,sin\theta \,\simeq \,{\frac {h}{\lambda '}}\,2\,sin\theta }
in cui si è fatto uso della relazione di de Broglie
{\displaystyle p\,=\,{\frac {h}{\lambda }}}.
Per la conservazione della quantità di moto lungo l'asse {\displaystyle X}, {\displaystyle \Delta p_{x}} è anche l'indeterminazione del momento lineare dell'elettrone. Per l'elettrone deve quindi valere
{\displaystyle \Delta x\cdot \Delta p_{x}\,\simeq \,{\frac {\lambda '}{2\,sin\theta }}\,\,{\frac {h}{\lambda '}}\,2\,sin\theta \,\simeq \,h}.
Questa relazione, ancora semi-quantitativa, venne presto riformulata nei termini oggi noti:
{\displaystyle \Delta x\cdot \Delta p_{x}\,\geq \,{\frac {\hbar }{2}}}
utilizzando il limite inferiore {\displaystyle \hbar /2} calcolato da Kennard a partire dalle deviazioni standard {\displaystyle \sigma _{x}} e {\displaystyle \sigma _{p}} (vedi Disuguaglianza di Kennard).
La disuguaglianza posizione/quantità di moto impone che il prodotto delle due indeterminazioni ({\displaystyle \Delta x} e {\displaystyle \Delta p_{x}}) sia sempre maggiore o al più uguale ad un valore minimo. Il principio d'indeterminazione implica quindi che per una particella non sia possibile misurare in tempi successivi, e quindi conoscere, un definito valore della posizione e della quantità di moto con precisione assoluta, ovvero con indeterminazione nulla. Tanto più si tenta di ridurre l'indeterminazione su una variabile, tanto più aumenta quella sull'altra (relazione di proporzionalità inversa tra le due). In un libro divulgativo viene utilizzata la metafora del ladro sorpreso di notte mentre ruba. Se lo si illumina con una lampada, scappa per non farsi individuare, mentre se si resta al buio si seguiranno le sue azioni senza poterne conoscere l'identità.
In molti testi divulgativi e talvolta anche universitari viene affermato che l'indeterminazione di Heisenberg fa riferimento a misure simultanee. Heisenberg le cita nel sommario dell'articolo originale: «grandezze canonicamente coniugate possono essere determinate simultaneamente solo con una imprecisione caratteristica». Nel resto del suo lavoro non menziona misure o procedimenti simultanei, ma si limita a parlare di grandezze fisiche e delle incertezze con cui possono essere conosciute. Fu invece Bohr ad introdurre l'impossibilità di misure simultanee, che però andrebbe riferita alla complementarità e non all'indeterminazione di Heisenberg: «Bohr ha criticato Heisenberg per il suo suggerimento che queste relazioni fossero dovute solo a cambi discontinui che avvengono durante il processo di misura e indicò che le incertezze nell'esperimento non emergevano esclusivamente dalla discontinuità (esistenza del quanto d'azione), ma anche dal fatto che posizione e momento dell'elettrone non possono essere simultaneamente definite nell'esperimento del microscopio ('aggiunta alle bozze' in Heisenberg), e che noi dobbiamo considerare sia la teoria corpuscolare sia la teoria ondulatoria.» In seguito lo stesso Heisenberg sostenne invece la simultaneità delle due misurazioni. Nelle lezioni tenute all'università di Chicago nel 1929 affermò che
«Le relazioni di indeterminazione riguardano il grado di esattezza raggiungibile nella conoscenza dei valori assunti simultaneamente dalle diverse grandezze che intervengono nella teoria dei quanti...». Ma, facendo un'analisi critica, H. Margenau ha evidenziato nel 1963 che le relazioni d'indeterminazione di Heisenberg per misurazioni simultanee di variabili dinamiche canonicamente coniugate non sono riconducibili ad alcuna interpretazione significativa nell'ambito della meccanica quantistica usuale. La misura simultanea d'osservabili incompatibili è stata realizzata sperimentalmente per la prima volta nel 2016. Dettagli sul significato di tali misure e sulla differenza con le misurazioni in successione tipiche dell'indeterminazione di Heisenberg sono forniti nella sezione successiva.

### Altre disuguaglianze di Heisenberg
Nell'articolo del 1927, Heisenberg introdusse tre relazioni d'indeterminazione (posizione {\displaystyle x} / quantità di moto {\displaystyle p_{x}} - tempo {\displaystyle t} / energia {\displaystyle E} - angolo {\displaystyle \theta } / azione {\displaystyle A}) ritenendole sostanzialmente equivalenti, perché tutte basate sul commutatore canonico
{\displaystyle \left[{\hat {x}},\,{\hat {p}}_{x}\right]=\left[{\hat {t}},\,{\hat {H}}\right]=\left[{\hat {\theta }},\,{\hat {A}}\,\right]=i\,\hbar }
dove {\displaystyle {\hat {H}}} è l'operatore hamiltoniano, associato all'energia totale del sistema quantistico.
Ma, mentre {\displaystyle x} e {\displaystyle p_{x}} sono variabili continue, in meccanica quantistica l'azione risulta spesso discreta, in quanto soggetta alla condizione di quantizzazione di Wilson-Sommerfeld {\displaystyle A=n\,h}. L'indeterminazione azione/angolo non è quindi equivalente a quella posizione/quantità di moto (per una trattazione più approfondita su questo argomento, si veda ). Lo stesso avviene - per ragioni diverse - anche per l'indeterminazione energia/tempo. In meccanica quantistica non relativistica, come in meccanica classica, il tempo {\displaystyle t} svolge un ruolo privilegiato: è il parametro d'evoluzione delle grandezze fisiche, non una grandezza fisica esso stesso. Non è quindi possibile associarvi alcun operatore autoaggiunto {\displaystyle {\hat {t}},} che caratterizzarebbe un'osservabile quantica (vedi Sezione Relazioni d'indeterminazione energia/tempo).
Se si indica con {\displaystyle \Delta A} l'errore sulla misura dell'osservabile {\displaystyle A} e con {\displaystyle \Delta B} il disturbo prodotto dalla precedente misura di {\displaystyle A} su una successiva misura della variabile coniugata {\displaystyle B,} l'indeterminazione di Heisenberg generalizzata è
{\displaystyle \Delta A\cdot \Delta B\,\geq \,{\frac {\hbar }{2}}}.
Utilizzando una notazione più moderna (inizialmente introdotta da J. von Neumann e poi generalizzata da M. 
Ozawa), se indichiamo invece con {\displaystyle \epsilon _{A}} l'errore sulla misura dell'osservabile {\displaystyle A} e con {\displaystyle \eta _{B}} il disturbo prodotto dalla precedente misura di {\displaystyle A} su una successiva misura della variabile coniugata {\displaystyle B,} l'indeterminazione di Heisenberg per misure successive (prima {\displaystyle A,} poi {\displaystyle B})   diventa
{\displaystyle \epsilon _{A}\cdot \eta _{B}\,\geq \,{\frac {1}{2}}\,\left|\left\langle \left[{\hat {A}},{\hat {B}}\,\right]\right\rangle \right|\,=\,{\frac {\hbar }{2}}}
con
{\displaystyle \left\langle \left[{\hat {A}},{\hat {B}}\,\right]\right\rangle \,\equiv \,\left\langle \psi \left|\,\left[{\hat {A}},{\hat {B}}\,\right]\,\right|\psi \right\rangle \,=\,i\,\hbar \,\left\langle \psi |\psi \right\rangle \,=\,i\,\hbar }
valore d'aspettazione del commutatore {\displaystyle \left[{\hat {A}},{\hat {B}}\,\right]=i\,\hbar ,} identico per qualsiasi funzione d'onda {\displaystyle \psi } del sistema quantistico.
Usando lo stesso formalismo, è possibile descrivere un'altra situazione fisica, talvolta confusa con la precedente, ovvero il caso di misurazioni simultanee ({\displaystyle A} e {\displaystyle B} contemporaneamente) di grandezze incompatibili:
{\displaystyle \epsilon _{A}\cdot \epsilon _{B}\,\geq \,{\frac {1}{2}}\,\left|\left\langle \left[{\hat {A}},{\hat {B}}\,\right]\right\rangle \right|}
dove stavolta, essendo {\displaystyle A} e {\displaystyle B} incompatibili, più genericamente vale
{\displaystyle \left[{\hat {A}},{\hat {B}}\,\right]\neq 0}.
Due misure simultanee su {\displaystyle A} e {\displaystyle B} sono necessariamente weak (deboli) o unsharp (smussate). Ciascuna estrae quindi solo parzialmente l'informazione disponibile sul sistema. La misura simultanea d'osservabili incompatibili è stata realizzata sperimentalmente solo nel 2016.
In termini più generali, quando due grandezze fisiche, dette osservabili fisiche, dello stesso sistema non possono essere misurate entrambe con misure proiettive (sharp o strong) sono dette complementari. Esempi di coppie di osservabili complementari sono le componenti dei vettori di spin (o del momento angolare), la posizione e la velocità in una direzione. Osservabili complementari hanno necessariamente commutatore non nullo, e risultano pertanto anche incompatibili. In tal senso l'indeterminazione è connessa (in modo tuttora non chiaro) al principio di complementarità. Secondo Bohr, il tipico esempio di complementarità è dato dal dualismo onda/particella: lo stesso tipo di particella subatomica (elettrone, ad esempio) può esibire alternativamente proprietà ondulatorie oppure corpuscolari, a seconda che lo strumento di misura utilizzato sia in grado di rilevare onde o particelle. Successivamente si è compreso e sperimentalmente dimostrato che i sistemi quantistici possono talvolta manifestare simultaneamente proprietà sia ondulatorie sia corpuscolari. Si tratta della dualità onda/particella, espressa dalle disuguaglianze di Greenberger/ Yasin e di Berthold-Georg Englert, che generalizza il concetto originale di dualismo onda/particella.

### Indeterminazione e non commutatività
Nella formulazione hamiltoniana della meccanica quantistica, le variabili fisiche sono rappresentate da operatori autoaggiunti, come {\displaystyle {\hat {x}}} (posizione della particella) e {\displaystyle {\hat {p}}_{x}=-i\,\hbar {\frac {d}{dx}}} (componente del momento lineare della particella lungo {\displaystyle x}).
Questi due operatori non commutano, come si vede calcolando i prodotti {\displaystyle x\,(d/dx)} e {\displaystyle (d/dx)\,x} su una funzione d'onda monodimensionale {\displaystyle \psi (x)} :
{\displaystyle {\begin{aligned}&x\,{d \over dx}\,\psi (x)=x\cdot \psi '(x)\\&{d \over dx}\,\left(x\cdot \psi (x)\right)=\psi (x)+x\cdot \psi '(x)\end{aligned}}}.
Dal confronto è evidente che il commutatore tra {\displaystyle x} e {\displaystyle d/dx} risulta essere non nullo:
{\displaystyle \left[x,\,{d \over dx}\right]\psi (x)=\left(x\,{d \over dx}-{d \over dx}\,x\right)\psi (x)=x\cdot \psi '(x)-\left(\psi (x)+x\cdot \psi '(x)\right)=-\,\psi (x)}
Il commutatore di {\displaystyle {\hat {x}}} e {\displaystyle {\hat {p}}_{x}=-i\,\hbar {d \over dx}} coincide, a meno della costante {\displaystyle -i\,\hbar }, con l'esempio fatto sopra:
{\displaystyle \left[{\hat {x}},\,{\hat {p}}_{x}\right]\psi (x)=-i\,\hbar \,\left[x,\,{d \over dx}\right]\psi (x)=-i\,\hbar \,(-\,\psi (x))=i\,\hbar \,\psi (x)}.
Eliminando la generica funzione d'onda {\displaystyle \psi (x)} da tutti i membri, si trova il valore del commutatore tra {\displaystyle {\hat {x}}} e {\displaystyle {\hat {p}}} come equazione fra operatori:
{\displaystyle \left[{\hat {x}},\,{\hat {p}}_{x}\right]={\hat {x}}\,{\hat {p}}_{x}-{\hat {p}}_{x}\,{\hat {x}}\,=\,i\,\hbar }.
In generale, due grandezze osservabili {\displaystyle A} e {\displaystyle B}, corrispondenti ad operatori autoaggiunti {\displaystyle {\hat {A}}} e {\displaystyle {\hat {B}}} che non commutano, sono dette incompatibili.
In particolare, se il commutatore vale {\displaystyle i\hbar }, le corrispondenti osservabili incompatibili ({\displaystyle x} e {\displaystyle p_{x}}, ad esempio) sono anche canonicamente coniugate.
Il principio d'indeterminazione di Heisenberg riguarda osservabili incompatibili e coniugate, il cui commutatore è del tipo {\displaystyle \left[{\hat {A}},{\hat {B}}\right]=i\hbar .} Tali osservabili non sono conoscibili entrambe, a seguito di misure simultanee (complementarità di Bohr) o successive (indeterminazione di Heisenberg), con precisione arbitraria. Ad esempio, il valore del commutatore tra {\displaystyle {\hat {x}}} e {\displaystyle {\hat {p}}_{x}} impone che la posizione {\displaystyle x} e il momento lineare {\displaystyle p_{x}} lungo tale direzione non siano determinabili entrambe con precisione arbitraria.
Nel caso dei momenti angolari atomici dell'idrogeno, E. U. Condon nel 1929 produsse tre esempi d'apparente violazione della relazione d'indeterminazione di Heisenberg. In tutti e tre i casi si trattava d'osservabili incompatibili ma non coniugate, il cui commutatore è del tipo {\displaystyle \left[{\hat {A}},{\hat {B}}\right]=i\,{\hat {C}}}. Per queste osservabili non vale la disuguaglianza di Heisenberg (che si applica ad osservabili incompatibili e coniugate), ma solo quella di Robertson, che si applica a tutte le osservabili incompatibili. L'apparente violazione era in realtà risolta, data l'inapplicabilità dell'indeterminazione di Heisenberg ai tre esempi di Condon.

## Relazioni d'indeterminazione statistiche
Mentre le indeterminazioni {\displaystyle \Delta x} e {\displaystyle \Delta p_{x}} del microscopio di Heisenberg si riferiscono a misurazioni successive d'osservabili incompatibili e coniugate, l'introduzione delle deviazioni standard {\displaystyle \sigma _{x}} e {\displaystyle \sigma _{p}} nella relazione di Heisenberg e nella disuguaglianza di Kennard (o delle analoghe {\displaystyle \sigma _{A}} e {\displaystyle \sigma _{B}} per Robertson e Schrödinger) è connessa alla loro natura statistica. Si tratta di una proprietà intrinseca degli enti quantistici, che si manifesta nella trasformata di Fourier della loro funzione d'onda (Vedi la Sottosezione Indeterminazione debole e forte).
La differente notazione è quindi legata al diverso significato di queste disuguaglianze rispetto a quelle del microscopio di Heisenberg, come sarà discusso nella Sezione Indeterminazione operazionale e intrinseca. Le derivazioni di Bohr, pur non facendo ricorso alle deviazioni standard, sono più simili a quelle statistiche di Kennard, Robertson e Schrödinger che non alle disuguaglianze di Heisenberg, che implicano due misurazioni quantistiche successive.

### Derivazione di Bohr
Nel 1928 Niels Bohr ricavò le indeterminazioni posizione/quantità di moto ed energia/tempo in modo differente, partendo dalle relazioni di dispersione di Fourier, note in ottica dal primo quarto del XIX secolo.
Il numero d'onda {\displaystyle {\bar {\nu }}}, ovvero il numero di oscillazioni di un'onda nell'unità di lunghezza, corrisponde al reciproco della lunghezza d'onda:
{\displaystyle {\bar {\nu }}\,=\,{\frac {1}{\lambda }}}.
In condizioni ottimali, la caratterizzazione spaziale di un'onda è data dalla I relazione di dispersione di Fourier:
{\displaystyle \Delta x\cdot \Delta {\bar {\nu }}\,\simeq \,1}.
Applicando la relazione di De Broglie per il dualismo onda/particella nel caso monodimensionale:
{\displaystyle \lambda \,=\,{\frac {h}{p_{x}}}}
si ricava immediatamente
{\displaystyle {\bar {\nu }}\,=\,{\frac {1}{\lambda }}\,=\,{\frac {p_{x}}{h}}}
da cui
{\displaystyle \Delta {\bar {\nu }}\,=\,{\frac {\Delta p_{x}}{h}}}
che, sostituita nella I relazione di dispersione di Fourier, fornisce la relazione d'indeterminazione posizione/quantità di moto:
{\displaystyle \Delta x\cdot \Delta p_{x}\,\simeq \,h}.
Sempre in condizioni ottimali, la caratterizzazione temporale di un'onda è fornita dalla II relazione di dispersione di Fourier:
{\displaystyle \Delta \nu \cdot \Delta t\,\simeq \,1}.
Dalla relazione di Planck/Einstein per l'energia
{\displaystyle E=h\,\nu }
si ottiene
{\displaystyle \Delta \nu \,=\,{\frac {\Delta E}{h}}}
che, sostituita nella II relazione di dispersione di Fourier, fornisce la relazione d'indeterminazione energia/tempo:
{\displaystyle \Delta E\cdot \Delta t\,\simeq \,h}.
Bohr non condivise mai l'interpretazione di Heisenberg, secondo cui le relazioni d'indeterminazione sono dovute al disturbo inevitabilmente associato al processo quantistico di
misurazione. Sostenne invece che sono espressione del principio di complementarità, da lui enunciato al Congresso internazionale dei fisici del 1927 e pubblicato nel suo articolo del 1928.

### Relazione di Heisenberg
Nel secondo paragrafo del suo articolo del 1927 Heisenberg introdusse anche l'indeterminazione statistica, partendo da un'onda gaussiana per la posizione, e facendone la trasformata di Fourier nello spazio delle quantità di moto. Ottenne, per questo caso particolare, la relazione
{\displaystyle \sigma _{x}\cdot \sigma _{p}\,\simeq \,\hbar }
Si tratta di un risultato che vale solo nel caso gaussiano: «L'articolo di Heisenberg [...] fornisce un'analisi incisiva della fisica del principio d'indeterminazione, ma contiene scarsa precisione matematica. Questa lacuna, tuttavia, fu presto colmata da Kennard e Weyl (che, nell'Appendice I, attribuisce il credito del risultato a Pauli).»
A causa di un errore interpretativo, Heisenberg assunse si trattasse della medesima indeterminazione analizzata nel caso del microscopio (vedi Sezione L'esperimento mentale col microscopio).  La differenza tra i due casi fu compresa da Karl Popper solo verso la metà degli anni '30 del Novecento (vedi Sezione Indeterminazione operazionale e intrinseca).

### Disuguaglianza di Kennard
L'indeterminazione posizione/quantità di moto, nella formulazione introdotta da Earle Hesse Kennard sempre nel 1927, assume la forma di una disuguaglianza del prodotto tra la deviazione standard {\displaystyle \sigma _{x}} della posizione {\displaystyle x} e quella {\displaystyle \sigma _{p}} della quantità di moto {\displaystyle p} di una particella:
{\displaystyle \sigma _{x}\cdot \sigma _{p}\,\geq \,{\frac {\hbar }{2}}}.
La dimostrazione parte dalla definizione delle deviazioni standard {\displaystyle \sigma _{x}} e {\displaystyle \sigma _{p}} ed utilizza la disuguaglianza di Cauchy-Schwarz. L'unica ipotesi fisica assunta nella dimostrazione è che le funzioni di partenza {\displaystyle \phi (x)} e {\displaystyle \varphi (p)} - una la trasformata di Fourier dell'altra - rappresentino rispettivamente la funzione d'onda della posizione e del momento di una particella quantistica.

#### Pacchetto d'onde gaussiano
Un esempio tipico è l'evoluzione spontanea di un pacchetto d'onde gaussiano - associato ad una particella di massa {\displaystyle m} - centrato nell'origine ({\displaystyle x_{o}=0}) e descritto dalla funzione gaussiana
{\displaystyle \psi (x,t)\,=\,{\sqrt {\frac {1}{{\sqrt {2\pi }}\,\sigma _{x}(t)}}}\,\,e^{-(1/4)\,[x/\sigma _{x}(t)]^{2}\,+\,ik_{o}x}}
con {\displaystyle \sigma _{x}} deviazione standard della posizione e {\displaystyle k_{o}} numero d'onda angolare costante.

Anche la densità di probabilità ha le stesse caratteristiche funzionali del pacchetto d'onde:
{\displaystyle \rho (x,t)\,=\,|\psi (x,t)|^{2}\,=\,{\frac {1}{{\sqrt {2\pi }}\,\sigma _{x}(t)}}\,\,e^{-(1/2)\,[x/\sigma _{x}(t)]^{2}}.}
L'ampiezza del pacchetto d'onde aumenta nel tempo. Quindi il pacchetto si disperde e risulterà definito spazialmente con minor precisione:
{\displaystyle \sigma _{x}(t)\,=\,{\frac {1}{2\sigma _{k}}}\,\,{\sqrt {1+\left({\frac {t}{t_{d}}}\right)^{2}}}}
con {\displaystyle \sigma _{k}} deviazione standard del numero d'onda angolare e {\displaystyle t_{d}} tempo caratteristico di diffusione che dipende da {\displaystyle \sigma _{k}} e dalla massa {\displaystyle m} della particella associata al pacchetto d'onde:
{\displaystyle t_{d}\,=\,{\frac {m}{2\,\hbar \,\sigma _{k}^{2}}}.}
Nell'istante iniziale ({\displaystyle t=0}) il pacchetto d'onde ha la dispersione minima:
{\displaystyle \sigma _{x}(0)\cdot \sigma _{k}\,=\,{\frac {1}{2}}}
che permette di riscrivere la relazione per {\displaystyle \sigma _{x}(t)} evidenziandone la dipendenza da {\displaystyle \sigma _{x}(0):}
{\displaystyle \sigma _{x}(t)\,=\,\sigma _{x}(0)\,\,{\sqrt {1+\left({\frac {t}{t_{d}}}\right)^{2}}}.}
Asintoticamente (per {\displaystyle t\gg t_{d}} e quindi {\displaystyle (t/t_{d})^{2}\gg 1}) l'aumento della deviazione standard {\displaystyle \sigma _{x}(t)} risulta lineare col tempo {\displaystyle t:}
{\displaystyle \sigma _{x}(t)\,\simeq \,{\frac {\sigma _{x}(0)}{t_{d}}}\,\,t\,=\,{\frac {\hbar \,\sigma _{k}}{m}}\,\,t.}
Tenuto conto che {\displaystyle p_{x}=\hbar \,k} e quindi {\displaystyle \sigma _{p}=\hbar \,\sigma _{k}}, la dispersione minima ({\displaystyle t=0}) del pacchetto d'onde diventa ora
{\displaystyle \sigma _{x}(0)\cdot \sigma _{p}\,=\,{\frac {\hbar }{2}}}
mentre per tutti i tempi successivi ({\displaystyle t>0}) si ottiene una dispersione maggiore:
{\displaystyle \sigma _{x}(t)\cdot \sigma _{p}\,>\,{\frac {\hbar }{2}}.}
La relazione valida per ogni valore non negativo di {\displaystyle t} coincide con la relazione d'indeterminazione di Kennard:
{\displaystyle \sigma _{x}\cdot \sigma _{p}\,\geq \,{\frac {\hbar }{2}}}.

### Disuguaglianza di Robertson
La relazione d'indeterminazione dimostrata da Kennard per l'indeterminazione posizione/quantità di moto venne estesa nel 1929 da Howard Percy Robertson al caso di due generiche variabili incompatibili, facendo uso delle deviazioni standard {\displaystyle \sigma _{A}} e {\displaystyle \sigma _{B}} di due osservabili incompatibili {\displaystyle A} e {\displaystyle B} associate a un sistema quantistico:
{\displaystyle \sigma _{A}\cdot \sigma _{B}\geq {\frac {1}{2}}\,\left|\left\langle \left[{\hat {A}},{\hat {B}}\,\right]\right\rangle \right|}
Il secondo termine contiene il valore d'aspettazione del commutatore {\displaystyle \left[{\hat {A}},{\hat {B}}\,\right]} calcolato per una specifica funzione d'onda {\displaystyle \psi } del sistema quantistico:
{\displaystyle \left\langle \left[{\hat {A}},{\hat {B}}\,\right]\right\rangle \equiv \left\langle \psi \left|\,\left[{\hat {A}},{\hat {B}}\,\right]\,\right|\psi \right\rangle }
Potrebbe quindi accadere che, anche con commutatore non nullo {\displaystyle \left[{\hat {A}},{\hat {B}}\,\right]=i\,{\hat {C}}\neq 0}, il valore d'aspettazione sia nullo. Infatti
{\displaystyle \left\langle \psi \left|\,\left[{\hat {A}},{\hat {B}}\,\right]\,\right|\psi \right\rangle =i\,\left\langle \psi \left|\,{\hat {C}}\,\right|\psi \right\rangle }
dipende dal valore di {\displaystyle {\hat {C}}\,|\psi \rangle } che, a seconda della forma dell'operatore {\displaystyle {\hat {C}}} e della funzione d'onda {\displaystyle \psi }, potrebbe essere {\displaystyle {\hat {C}}\,|\psi \rangle =0}.

#### Dimostrazione
Presi gli operatori {\displaystyle {\hat {A}}} e {\displaystyle {\hat {B}}} (associati alle grandezze osservabili A e B) si possono definire gli scarti dalla media come 
{\displaystyle {\hat {A}}_{0}={\hat {A}}-\left\langle {\hat {A}}\right\rangle }
{\displaystyle {\hat {B}}_{0}={\hat {B}}-\left\langle {\hat {B}}\right\rangle }.
Di conseguenza le varianze hanno la forma 
{\displaystyle \sigma ^{2}(A)=\left\langle {\hat {A}}_{0}^{2}\right\rangle }
{\displaystyle \sigma ^{2}(B)=\left\langle {\hat {B}}_{0}^{2}\right\rangle }.
Il prodotto delle varianze può essere riscritto come: 
{\displaystyle \sigma ^{2}(A)\cdot \sigma ^{2}(B)=\left\langle {\hat {A}}_{0}^{2}\right\rangle \left\langle {\hat {B}}_{0}^{2}\right\rangle \geq \left|\left\langle {\hat {A}}_{0}{\hat {B}}_{0}\right\rangle \right|^{2}}
ovvero la disuguaglianza di Cauchy-Schwarz. Per procedere riscriviamo {\displaystyle {\hat {A}}_{0}{\hat {B}}_{0}} in funzione del commutatore e dell'anticommutatore
{\displaystyle {\hat {A}}_{0}{\hat {B}}_{0}={\frac {1}{2}}\left[{\hat {A}}_{0},{\hat {B}}_{0}\right]+{\frac {1}{2}}\left\{{\hat {A}}_{0},{\hat {B}}_{0}\right\}}
e notiamo che {\displaystyle \left[{\hat {A}}_{0},{\hat {B}}_{0}\right]=\left[{\hat {A}},{\hat {B}}\,\right]} dato che le traslazioni non influenzano i commutatori.

Supponendo di poter scrivere 
{\displaystyle \left[{\hat {A}},{\hat {B}}\,\right]=i{\hat {C}}}
(questo è vero, ad esempio, per tutte le coppie di grandezze coniugate, per le quali {\displaystyle {\hat {C}}=\hbar }), otteniamo 
{\displaystyle \sigma ^{2}(A)\cdot \sigma ^{2}(B)=\left(\,\sigma _{A}\cdot \sigma _{B}\,\right)^{2}\geq \left|\left\langle {\frac {i}{2}}{\hat {C}}+{\frac {1}{2}}\left\{{\hat {A}}_{0},{\hat {B}}_{0}\right\}\right\rangle \right|^{2}\geq {\frac {1}{4}}\,{\left|\left\langle {\hat {C}}\right\rangle \right|^{2}}}
ovvero 
{\displaystyle \sigma _{A}\cdot \sigma _{B}\geq {\frac {1}{2}}\,\left|\left\langle \left[{\hat {A}},{\hat {B}}\,\right]\right\rangle \right|}
che è la relazione d'indeterminazione statistica nella sua forma più generale.
Nel caso particolare dell'indeterminazione fra posizione e quantità di moto, dato che {\displaystyle \left[{\hat {x}},{\hat {p}}_{x}\right]=i\hbar ,} si riottiene la disuguaglianza di Kennard {\displaystyle \sigma _{x}\cdot \sigma _{p}\geq {\frac {\hbar }{2}}}.

### Disuguaglianza di Schrödinger
L'incertezza della misura dovuta all'indeterminazione quantistica è radicalmente diversa dalla correlazione statistica. La disuguaglianza di Robertson implica infatti tra le grandezze osservabili {\displaystyle A} e {\displaystyle B} una covarianza {\displaystyle \sigma _{AB}} e una correlazione {\displaystyle \rho _{AB}} nulle.
La covarianza statistica tra {\displaystyle A} e {\displaystyle B} - esprimibile come la differenza tra il valore atteso del loro prodotto {\displaystyle \mathbb {E} [AB]} e il prodotto dei loro valori attesi {\displaystyle \mathbb {E} [A]\mathbb {E} [B]} - viene in molti casi rappresentata mediante l'indice di correlazione di Pearson {\displaystyle \rho _{AB}=\sigma _{AB}\,/\,\sigma _{A}\cdot \sigma _{B}}:
{\displaystyle \mathrm {Cov} (A,B)\equiv \sigma _{AB}=\mathbb {E} [AB]-\mathbb {E} [A]\cdot \mathbb {E} [B]=\rho _{AB}\cdot \sigma _{A}\cdot \sigma _{B}}.
Si distinguono tre possibili casi di correlazione:
1. Se {\displaystyle \ \rho _{AB}=0}, le variabili {\displaystyle A} e {\displaystyle B} si dicono incorrelate;
2. Se {\displaystyle \ \rho _{AB}>0}, le variabili {\displaystyle A} e {\displaystyle B} si dicono direttamente correlate, oppure correlate positivamente;
3. Se {\displaystyle \ \rho _{AB}<0}, le variabili {\displaystyle A} e {\displaystyle B} si dicono inversamente correlate, oppure correlate negativamente.

Stati quantici con correlazione non nulla sono ad esempio gli stati coerenti e quelli strizzati (squeezed).

Se si ha una correlazione quantistica {\displaystyle \left(\left\langle {\widehat {F}}\right\rangle \neq 0\right)} tra gli operatori {\displaystyle A} e {\displaystyle B}:
{\displaystyle \left\langle \,{\widehat {F}}\,\right\rangle \,=\,\left\langle \,{\widehat {A}}{\widehat {B}}\,+\,{\widehat {B}}{\widehat {A}}\,\right\rangle -\,2\left\langle \,{\widehat {A}}\,\right\rangle \left\langle \,{\widehat {B}}\,\right\rangle \,=\,\left\langle \left\{{\widehat {A}},{\widehat {B}}\,\right\}\right\rangle -\,2\left\langle \,{\widehat {A}}\,\right\rangle \left\langle \,{\widehat {B}}\,\right\rangle \,\neq \,0}
con
{\displaystyle {\widehat {F}}\,=\,{\widehat {A}}{\widehat {B}}\,+\,{\widehat {B}}{\widehat {A}}-\,2\left\langle \,{\widehat {A}}\,\right\rangle \left\langle \,{\widehat {B}}\,\right\rangle \,=\,\left\{{\widehat {A}},{\widehat {B}}\,\right\}-\,2\left\langle \,{\widehat {A}}\,\right\rangle \left\langle \,{\widehat {B}}\,\right\rangle }
dove {\displaystyle \left\{{\widehat {A}},{\widehat {B}}\,\right\}\equiv {\widehat {A}}{\widehat {B}}\,+\,{\widehat {B}}{\widehat {A}}}
denota l'anti-commutatore tra due operatori, si ottiene una disuguaglianza, introdotta da Erwin Schrödinger nel 1930, diversa da quella di Robertson:
{\displaystyle \sigma _{A}\cdot \sigma _{B}\;\geqslant \;{1 \over 2}\;{\sqrt {\;\left|\left\langle [{\widehat {A}},{\widehat {B}}\,]\right\rangle \right|^{2}\,+\,\left|\,\left\langle {\widehat {F}}\right\rangle \,\right|^{2}}}}
È immediato verificare che, se la correlazione quantistica è assente {\displaystyle \left(\left\langle {\widehat {F}}\right\rangle =0\right)}, la disuguaglianza di Schrödinger si riduce a quella di Robertson: 
{\displaystyle \sigma _{A}\cdot \sigma _{B}\geq {\frac {1}{2}}\,\left|\left\langle \left[{\hat {A}},{\hat {B}}\right]\right\rangle \right|}.
La disuguaglianza di Schrödinger mostra inoltre che l'indeterminazione intrinseca (disuguaglianza di Robertson) e il termine legato alla correlazione quantistica 
{\displaystyle \sigma _{A}\cdot \sigma _{B}\;\geqslant \;{1 \over 2}\;\left|\left\langle {\widehat {F}}\right\rangle \right|}
sono indipendenti, e contribuiscono in quadratura al prodotto delle due deviazioni standard {\displaystyle \sigma _{A}\cdot \sigma _{B}}.

### Indeterminazione debole e forte
(Gerald B. Folland, Alladi Sitaram, 1997)

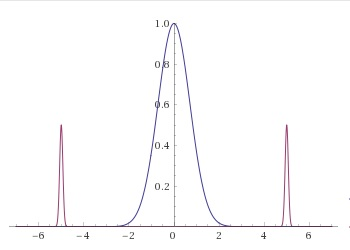
Principio d'indeterminazione forte: la curva viola e quella blu hanno la stessa varianza. La curva viola è data dalla somma di due curve che, singolarmente, presentano una varianza molto più piccola di quella della curva complessiva. Nella curva viola, grazie al fatto che le due curve che la compongono sono concentrate su due punti distanti tra loro, si ha una varianza complessiva molto maggiore della somma delle varianze delle curve componenti.

Il principio di indeterminazione è anche espressione di proprietà matematiche della trasformata di Fourier di una funzione: il prodotto della varianza di una funzione e la varianza della sua trasformata di Fourier è limitato dal basso. Infatti per ogni {\displaystyle f} nello spazio di Sobolev {\displaystyle {\mathcal {S}}(\mathbb {R} )} e per ogni {\displaystyle a,\,b\in \mathbb {R} } si ha
{\displaystyle \sigma ^{2}(f)\cdot \sigma ^{2}({\tilde {f}})=\int (x-a)^{2}\vert f(x)\vert ^{2}dx\int (\omega -b)^{2}\vert {\tilde {f}}(\omega )\vert ^{2}d\omega \geq {\frac {\Vert f\Vert _{L^{2}}^{4}}{16\pi ^{2}}},}
dove {\displaystyle {\tilde {f}}}indica la trasformata di Fourier di {\displaystyle f} e {\displaystyle \sigma ^{2}(f)}, {\displaystyle \sigma ^{2}({\tilde {f}})} sono le varianze rispettivamente di {\displaystyle f} e {\displaystyle {\tilde {f}}}. Grazie alla densità di {\displaystyle {\mathcal {S}}(\mathbb {R} )} in {\displaystyle L^{2}(\mathbb {R} )} (Spazio Lp) tale proprietà si trasferisce immediatamente agli spazi {\displaystyle L^{2}(\mathbb {R} )}. Tenendo presente che le funzioni d'onda nello spazio delle posizioni e dei momenti sono una la trasformata di Fourier dell'altra, si ha il principio di indeterminazione.
Affrontando la questione con il linguaggio della trasformata di Fourier è possibile dimostrare anche che se una funzione ha supporto compatto allora la sua trasformata di Fourier non ha supporto compatto e viceversa (indeterminazione debole). Questo risultato implica non solo che non è possibile stabilire contemporaneamente il valore di alcune coppie di grandezze, ma addirittura non è possibile individuare due intervalli di valori in cui entrambe ricadano: se si localizza una, si delocalizza l'altra.
Dal principio di indeterminazione segue che se {\displaystyle f} è molto localizzata allora {\displaystyle {\tilde {f}}} non può essere concentrata attorno ad un punto, ci si potrebbe chiedere allora se {\displaystyle {\tilde {f}}} possa essere concentrata attorno a due o più punti distanti tra loro in modo che la varianza di {\displaystyle {\tilde {f}}} rimanga tale da soddisfare il principio di indeterminazione (vedi figura). In questo modo si saprebbe che le variabili in questione assumono valori attorno ad alcuni punti noti. Sfortunatamente anche questo viola una proprietà della trasformata di Fourier. Infatti si dimostra che, se {\displaystyle f\in L^{2}(\mathbb {R} ^{n})}, detta {\displaystyle \alpha \in {\Bigl (}0,{\frac {n}{2}}{\Bigr )}}, {\displaystyle E\subset \mathbb {R} ^{n}}un insieme misurabile secondo Lebesgue ed indicando con {\displaystyle \vert E\vert } la sua misura allora esiste {\displaystyle C_{\alpha }\in \mathbb {R} } costante positiva tale che:
{\displaystyle \int _{E}\vert {\tilde {f}}(\omega )\vert ^{2}d\omega \leq C_{\alpha }\vert E\vert ^{\frac {2\alpha }{n}}\Vert \vert x\vert ^{\alpha }f\Vert _{L^{2}}^{2}.}
Una disuguaglianza simile si ha per {\displaystyle \alpha \geq {\frac {n}{2}}}. Questo risultato può essere letto come una versione forte (o locale) del principio di indeterminazione.

## Indeterminazione operazionale e intrinseca
La condizione di validità della disuguaglianza di Robertson:
{\displaystyle \left\langle \psi \left|\,\left[{\hat {A}},{\hat {B}}\,\right]\,\right|\psi \right\rangle \neq 0}
non coincide quindi con quella per la validità della disuguaglianza di Heisenberg:
{\displaystyle \left[{\hat {A}},{\hat {B}}\,\right]\neq 0}.
Ciò dipende dal fatto che le due disuguaglianze, in apparenza molto simili, sono in effetti profondamente differenti. Mentre Heisenberg si applica nel caso di misure successive (con incertezze {\displaystyle \Delta A} e {\displaystyle \Delta B}) delle osservabili {\displaystyle A} e {\displaystyle B} sullo stesso sistema (indeterminazione operazionale), la disuguaglianza di Robertson fa riferimento alla distribuzione dei valori (con deviazioni standard {\displaystyle \sigma _{A}} e {\displaystyle \sigma _{B}}) delle osservabili {\displaystyle A} e {\displaystyle B} in un insieme statistico di sistemi quantistici identici (indeterminazione intrinseca).
Entrambi i tipi d'indeterminazione furono introdotti da Heisenberg nel suo articolo del 1927 (rispettivamente, nel primo e nel secondo paragrafo) ma, a causa di un errore interpretativo, Heisenberg assunse si trattasse della medesima indeterminazione. La differenza tra i due casi: 

{\displaystyle I_{1})} interazione/disturbo, che si riferisce all'impossibilità sperimentale (operazionale) di specificare con precisione arbitraria i valori di due variabili incompatibili (come {\displaystyle x} e {\displaystyle p_{x}}) effettuando misure successive su un singolo sistema fisico; 

{\displaystyle I_{2})} statistico o di dispersione, per cui il prodotto delle deviazioni standard di due osservabili incompatibili ha un limite inferiore (intrinseco) dato da {\displaystyle \hbar /2}, 

fu compresa da Karl Popper solo nel 1934.
Mentre {\displaystyle I_{1}} si riferisce a misure successive di variabili incompatibili effettuate sullo stesso sistema fisico, {\displaystyle I_{2}} - che trova la sua espressione matematica compiuta nelle disuguaglianze introdotte da Kennard nel 1927, da Robertson nel 1929 e da Schrödinger nel 1930 - si riferisce invece alla dispersione dei risultati di misure di due osservabili incompatibili, effettuate su campioni diversi di sistemi quantistici tutti preparati in modo identico.
Si tratta quindi, come ebbe a dire de Broglie nel 1969, di relazioni d'incertezza pre-misura {\displaystyle (I_{2})} e post-misura {\displaystyle (I_{1})}.

## Relazioni d'indeterminazione universali
Le disuguaglianze di Kennard, di Robertson e di Schrödinger riguardano l'indeterminazione intrinseca di osservabili quantistiche, quantificata dalla deviazione standard {\displaystyle \sigma }. La disuguaglianza di Heisenberg concerne invece l'indeterminazione operazionale, conseguenza dell'atto di misurazione su un sistema quantistico mediante una sonda (un altro sistema microscopico) che, interagendo col sistema in esame, inevitabilmente lo disturba.
Si definiscono relazioni d'indeterminazione universali quelle che danno conto contemporaneamente sia dell'indeterminazione operazionale di Heisenberg:
{\displaystyle \epsilon _{A}\cdot \eta _{B}\,\geq \,{\frac {1}{2}}\,\left|\left\langle \left[{\hat {A}},{\hat {B}}\,\right]\right\rangle \right|}
sia di quella intrinseca di Robertson:
{\displaystyle \sigma _{A}\cdot \sigma _{B}\,\geq \,{\frac {1}{2}}\,\left|\left\langle \left[{\hat {A}},{\hat {B}}\,\right]\right\rangle \right|}.

### Disuguaglianza di Ozawa
Nel 2003 Masanao Ozawa ha proposto una disuguaglianza universale, che include sia l'indeterminazione intrinseca sia quella operazionale: 
{\displaystyle \epsilon _{A}\cdot \eta _{B}+\epsilon _{A}\cdot \sigma _{B}+\sigma _{A}\cdot \eta _{B}\,\geq \,{\frac {1}{2}}\,\left|\left\langle \left[{\hat {A}},{\hat {B}}\,\right]\right\rangle \right|}
Col tempo, si sono accumulate crescenti evidenze sperimentali del fatto che l'indeterminazione quantica complessiva di un sistema non può essere spiegata solo dal termine operazionale di Heisenberg, ma richiede la compresenza di tutti e tre gli addendi della disuguaglianza di Ozawa.
La pubblicazione dell'articolo di P. Busch, P. Lahti e R. F. Werner (BLW) "Proof of Heisenberg's Error-Disturbance Relation" nel 2013 ha provocato una risposta - polemica fin dal titolo "Disproving Heisenberg’s error-disturbance relation" - da parte di M. Ozawa. La sua tesi è che non esista una relazione d'indeterminazione errore/disturbo sempre valida, e che solo il suo completamento con i termini statistici {\displaystyle (\sigma _{A}\cdot \eta _{B})} e {\displaystyle (\epsilon _{A}\cdot \sigma _{B})}  fornisca una relazione d'indeterminazione universale. Ozawa sostiene d'aver trovato un errore nella dimostrazione di BLW e di poter fornire contro-esempi di sistemi che violano sistematicamente la sola disuguaglianza di Heisenberg comunque formulata, quindi anche quella proposta da BLW.
A loro volta, BLW hanno replicato con un pre-print alle argomentazioni di Ozawa.  I tre autori sostengono che le quantità definite da Ozawa mediante degli operatori di rumore ("noise operators", in breve "no") come errore {\displaystyle \epsilon _{no}} per la posizione q e disturbo {\displaystyle \eta _{no}} per il momento coniugato p non sono tali. Quindi la disuguaglianza definita da Ozawa
{\displaystyle \epsilon _{no}\cdot \eta _{no}\,\geqslant \,{\hbar  \over 2}}
risulta in generale falsa. Di conseguenza, il fatto che dei risultati sperimentali violino tale disuguaglianza è inevitabile ed insignificante. BLW hanno infine suggerito, in un altro lavoro del 2014, una rianalisi dei dati di due esperimenti per mostrare come la loro definizione generalizzata ad un generico qubit della relazione errore/disturbo interpreti correttamente i dati sperimentali.
È stato osservato che le definizioni di errore e disturbo di Ozawa e BLW sono profondamente diverse. Quindi il fatto che in alcuni casi la disuguaglianza alla Heisenberg proposta da Ozawa sia violata mentre quella - differente - di BLW sia universalmente valida non crea alcuna contraddizione. Resta da capire quale delle due relazioni esprima meglio il significato fisico dell'indeterminazione errore/disturbo di Heisenberg.

### Disuguaglianza di Fujikawa
Nel 2012 Kazou Fujikawa ha suggerito un'altra relazione d'indeterminazione universale che, come quella di Ozawa, combina sia l'indeterminazione intrinseca sia quella operazionale, ma è espressa in una forma assai simile a quella originale di Heisenberg. Sommando la disuguaglianza di Robertson con quella di Ozawa, Fujikawa ha ottenuto:
{\displaystyle \epsilon _{A}\cdot \eta _{B}\,+\,\epsilon _{A}\cdot \sigma _{B}\,+\,\sigma _{A}\cdot \eta _{B}\,+\,\sigma _{A}\cdot \sigma _{B}\,\geq \,\left|\left\langle \left[{\hat {A}},{\hat {B}}\,\right]\right\rangle \right|}.
I quattro addendi possono essere riscritti come
{\displaystyle (\epsilon _{A}+\sigma _{A})\cdot (\eta _{B}+\sigma _{B})\,\geq \,\left|\left\langle \left[{\hat {A}},{\hat {B}}\,\right]\right\rangle \right|}.
Definendo:
{\displaystyle {\bar {\epsilon }}_{A}\,\equiv \,(\epsilon _{A}+\sigma _{A})}
come l'inaccuratezza nella misura del valore dell'osservabile {\displaystyle A} e
{\displaystyle {\bar {\eta }}_{B}\,\equiv \,(\eta _{B}+\sigma _{B})}
come la fluttuazione risultante nella misura dell'osservabile incompatibile {\displaystyle B}, Fujikawa ha ottenuto una relazione formalmente simile a quella di Heisenberg, valida sia per l'indeterminazione operazionale, sia per quella intrinseca:
{\displaystyle {\bar {\epsilon }}_{A}\cdot {\bar {\eta }}_{B}\,\geq \,\left|\left\langle \left[{\hat {A}},{\hat {B}}\,\right]\right\rangle \right|}.

## Relazioni d'indeterminazione energia/tempo
L'indeterminazione energia/tempo è strutturalmente differente dalle altre. Questa caratteristica non fu immediatamente compresa: nell'articolo del 1927, Heisenberg introdusse tre relazioni d'indeterminazione (posizione {\displaystyle x} / quantità di moto {\displaystyle p_{x}} - tempo {\displaystyle t} / energia {\displaystyle E} - angolo {\displaystyle \theta } / azione {\displaystyle A}) ritenendole sostanzialmente equivalenti, perché tutte basate sul commutatore canonico
{\displaystyle \left[{\hat {x}},\,{\hat {p}}_{x}\right]=\left[{\hat {t}},\,{\hat {H}}\right]=\left[{\hat {\theta }},\,{\hat {A}}\,\right]=i\,\hbar }
dove {\displaystyle {\hat {H}}} è l'operatore hamiltoniano, associato all'energia totale del sistema quantistico.
Ma, mentre {\displaystyle x} e {\displaystyle p_{x}} sono variabili continue, in meccanica quantistica l'azione risulta spesso discreta, in quanto soggetta alla condizione di quantizzazione di Wilson-Sommerfeld {\displaystyle A=n\,h}. L'indeterminazione azione/angolo non è quindi equivalente a quella posizione/quantità di moto. Lo stesso avviene - per ragioni diverse - anche per l'indeterminazione energia/tempo. In meccanica quantistica non relativistica, come in meccanica classica, il tempo {\displaystyle t} svolge un ruolo privilegiato: è il parametro d'evoluzione delle grandezze fisiche, non una grandezza fisica attribuibile al sistema, come ad esempio la posizione o lo spin. Non è quindi possibile associarvi alcun operatore autoaggiunto {\displaystyle {\hat {t}}}, che caratterizzarebbe un'osservabile quantica. Di conseguenza, non esiste il commutatore 
{\displaystyle {\cancel {\left[{\hat {t}},\,{\hat {H}}\right]=i\,\hbar }}}
e non è quindi possibile esprimere l'indeterminazione temporale intrinseca mediante la disuguaglianza di Robertson
{\displaystyle {\cancel {\sigma _{E}\cdot \sigma _{t}\geq {\frac {1}{2}}\,\left|\left\langle \left[{\hat {t}},{\hat {H}}\right]\right\rangle \right|}}}.
Nel 1933 W. Pauli ha dimostrato che, se per assurdo esistesse l'operatore autoaggiunto {\displaystyle {\hat {t}}}, si potrebbe estrarre una quantità infinita d'energia da un sistema quantistico con energia finita {\displaystyle E}, associata all'operatore hamiltoniano {\displaystyle {\hat {H}}}.
Anche l'indeterminazione energia/tempo si manifesta in due forme diverse: come indeterminazione operazionale (in caso di misura del sistema) o intrinseca 
(evoluzione spontanea del sistema).

### Indeterminazione temporale operazionale
Secondo l'interpretazione più comune (ma non sempre corretta) dell'indeterminazione energia/tempo operazionale, nella disuguaglianza 
{\displaystyle \Delta E\cdot \Delta t\,\geq \,{\frac {\hbar }{2}}}
{\displaystyle \Delta t} rappresenta il minimo intervallo temporale necessario per effettuare la misura dell'energia {\displaystyle E} del sistema con precisione {\displaystyle \Delta E}. Ciò è vero se non si conosce la forma analitica dell'operatore hamiltoniano {\displaystyle {\hat {H}}} del sistema. Se invece l'hamiltoniano è noto, l'energia {\displaystyle E} del sistema è ben definita e si può misurare, in un intervallo temporale {\displaystyle \Delta t} arbitrariamente breve, con precisione arbitraria.
(Debashis Sen, 2014)
Se invece si considera {\displaystyle \Delta t} come la durata di una perturbazione energetica esterna, {\displaystyle \Delta E} risulta essere la differenza tra due valori esatti {\displaystyle \left(E_{2}-E_{1}\right)} dell'energia del sistema, misurati nell'intervallo {\displaystyle \Delta t=t_{2}-t_{1}}.
Quanto appena enunciato risulta valido solo in una teoria perturbativa al prim'ordine.

### Indeterminazione temporale intrinseca
(David J. Griffiths, 2005)
I sistemi quantistici che non siano in un'autostato dell'Hamiltoniana {\displaystyle H} presentano, oltre ad un'eventuale indeterminazione di tipo operazionale, un'indeterminazione energia/tempo intrinseca, che risulta ineliminabile.
Siccome non esiste il commutatore 
{\displaystyle {\cancel {\left[{\hat {t}},\,{\hat {H}}\right]=i\,\hbar }}},
non è possibile esprimere l'indeterminazione temporale intrinseca mediante la disuguaglianza di Robertson
{\displaystyle {\cancel {\sigma _{E}\cdot \sigma _{t}\geq {\frac {1}{2}}\,\left|\left\langle \left[{\hat {t}},{\hat {H}}\right]\right\rangle \right|}}}.
Tuttavia l'analisi di Fourier, unitamente al dualismo onda/particella espresso dalla relazione 
{\displaystyle E=h\,\nu },
permettono di formulare l'indeterminazione energia/tempo intrinseca:
{\displaystyle \sigma _{E}\cdot \sigma _{t}\geq {\frac {\hbar }{2}}}.
Resta da capire cosa sia in questo caso {\displaystyle \sigma _{t}}. Sicuramente non è la deviazione standard di un insieme di misure del tempo
(che si riferirebbero eventualmente ad un'indeterminazione operazionale). Si tratta, approssimativamente, dell'intervallo temporale necessario - che indichiamo con {\displaystyle \delta t} - per avere un cambiamento significativo del sistema quantistico. Riscriviamo quindi l'equazione precedente nella forma
{\displaystyle \sigma _{E}\cdot \delta t\,\geq \,{\frac {\hbar }{2}}}.
- Leonid Mandelstam e Igor Tamm hanno trovato[62] nel 1945 un modo per esprimere {\displaystyle \delta t}.

Sia {\displaystyle Q(x,p,t)} un'osservabile arbitraria. Il calcolo della derivata temporale del valore d'aspettazione {\displaystyle \langle Q\rangle } porta a concludere che, se vale la disuguaglianza precedente, allora
{\displaystyle \sigma _{Q}\,=\,\left|{\frac {d\langle Q\rangle }{dt}}\right|\;\delta t}
dove {\displaystyle \delta t} è l'intervallo di tempo necessario perché il valore d'aspettazione di {\displaystyle Q} possa variare di una deviazione standard {\displaystyle \sigma _{Q}}. Chiaramente la durata di {\displaystyle \delta t} dipende criticamente dalla scelta dell'osservabile {\displaystyle Q} che si considera: il cambiamento potrebbe essere rapido per una e lento per un'altra. Ma se {\displaystyle \sigma _{E}} è piccolo, allora tutte le osservabili devono cambiare in modo molto graduale, viceversa se una qualunque delle osservabili cambia rapidamente, deve essere grande l'indeterminazione {\displaystyle \sigma _{E}} dell'energia.
- Lev Vaidman ha proposto[64] nel 1992 un'interpretazione alternativa di {\displaystyle \delta t}, che risulta ora essere

{\displaystyle \delta t={\frac {\Delta t}{\pi }}}
dove {\displaystyle \Delta t} è il minimo intervallo di tempo necessario perché un sistema con deviazione standard {\displaystyle \sigma _{E}} in energia possa evolvere dallo stato iniziale {\displaystyle |\,\psi _{i}\,\rangle } ad uno stato {\displaystyle |\,\psi _{\perp }\rangle } ortogonale al primo: 
{\displaystyle \langle \,\psi _{i}\,|\,\psi _{\perp }\rangle \,=\,0}.
Lo stato ortogonale può rappresentare un decadimento (con variazione d'energia {\displaystyle E_{i}\to E_{\perp }}), oppure semplicemente un'evoluzione del sistema che conservi l'energia iniziale {\displaystyle E_{i}}.

## Verifiche sperimentali

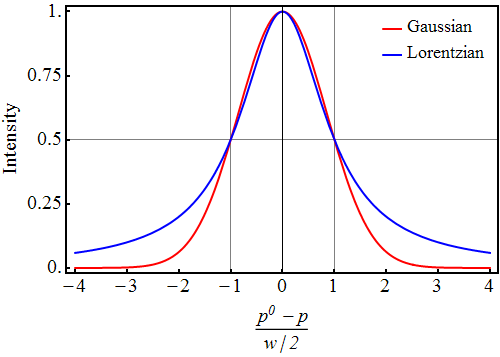
Confronto tra la distribuzione lorentziana (blu) e quella gaussiana (rosso). In entrambi i casi il massimo è 1.0 e la larghezza a metà altezza vale = w = 2.

Decadimento esponenziale in funzione del tempo. L'asse verticale mostra la percentuale di particelle iniziali (con energia) ancora presenti dopo un tempo. Dopo un tempo di dimezzamento si ha la sopravvivenza di metà della popolazione iniziale:
Per
Per
Per
Per
Per
Per

La disuguaglianza di Kennard, relativa alla preparazione di un sistema quantistico, è stata oggetto di verifica sperimentale a partire dalla fine degli anni '60 del secolo scorso mediante esperimenti di diffrazione o interferenza. L'ampiezza della singola fenditura (diffrazione) o la distanza tra le due fenditure (interferenza) sono state assunte come misure dell'incertezza posizionale {\displaystyle \sigma _{x}}. L'indeterminazione sul momento lineare {\displaystyle \sigma _{p_{x}}} veniva stimata a partire dalla distribuzione delle particelle rivelate sullo schermo di fondo, derivando dalla distribuzione osservata la deviazione standard {\displaystyle \sigma _{p_{x}}}.
Nel 1969 C. Shull realizzò il primo esperimento di diffrazione neutronica per la verifica dell'indeterminazione di Kennard. Solo negli anni '80 del Novecento furono fatte misure d'interferometria neutronica. Nel 2002 venne pubblicata una verifica della relazione di Kennard misurando l'aumento dello sparpagliamento in momento {\displaystyle \sigma _{p_{x}}} di molecole di fullerene ({\displaystyle C_{60}}) dopo l'attraversamento di una fenditura d'ampiezza variabile.
Le prime verifiche della relazione d'indeterminazione operazionale (errore/disturbo) risalgono al 2012. Tali esperimenti si basano sulla derivazione indiretta del disturbo indotto su componenti dello spin di neutroni oppure su misure deboli (weak) d'ottica quantistica per riuscire a caratterizzare direttamente il disturbo provocato su un sistema dall'interazione con un apparato di misura. Tutti questi esperimenti hanno apparentemente confermato che la sola disuguaglianza di Heisenberg non è sufficiente a giustificare i risultati, e bisogna ricorrere a quella di Ozawa per ottenere un accordo tra previsione teorica e dati sperimentali. Tuttavia Busch, Lahti e Werner (BLW) hanno contestato la validità della relazione universale di Ozawa, e quindi anche la signifivatività degli esperimenti che la confermerebbero (vedi Disuguaglianza di Ozawa).
Un sistema che non sia in un autostato dell'energia può decadere da un livello eccitato {\displaystyle E_{2}} ad un livello energetico più basso {\displaystyle E_{1}}. Detta {\displaystyle \tau } la sua vita media, esso ha frequenza di transizione {\displaystyle E_{2}\to E_{1}} (con {\displaystyle E_{2}>E_{1}}) per decadimento spontaneo pari a {\displaystyle \lambda \,=\,1/\tau } e quindi {\displaystyle \lambda \cdot dt} è la probabilità che, nell'intervallo temporale {\displaystyle dt}, cambi l'energia del sistema. 
La probabilità che, dopo un tempo {\displaystyle t}, il sistema sia ancora caratterizzato dal valore {\displaystyle E_{2}} dell'energia è data da
{\displaystyle {\cal {P}}(t)\,=\,e^{-\lambda \,t}\,=\,e^{-t/\tau }\,=\,e^{-\Gamma \,t/\hbar }}
dove {\displaystyle \Gamma } è la larghezza a metà altezza (FWHM) della distribuzione di Lorentz in energia del sistema.
Per sistemi instabili la verifica dell'indeterminazione energia/tempo intrinseca si traduce quindi in quella della relazione
{\displaystyle \Gamma \cdot \tau \,=\,\hbar .}
Misurando l'energia per un insieme statistico di sistemi identici si ottiene sperimentalmente la distribuzione lorentziana, e da questa si ricava la relativa larghezza a metà altezza. D'altra parte, il decadimento esponenziale di un insieme statistico di sistemi identici può essere ricostruito contandone i decadimenti per un lungo periodo, ricavando la curva esponenziale e da questa la vita media {\displaystyle \tau } come tangente alla curva nell'origine. Disponendo dei valori sperimentali di {\displaystyle \Gamma } e {\displaystyle \tau } è immediato calcolare che il loro prodotto sia uguale a {\displaystyle \hbar }. Con questo metodo è stata verificata la relazione d'indeterminazione energia/tempo intrinseca per numerosi decadimenti atomici, nucleari, di mesoni e barioni.

## Dibattito Bohr-Einstein
Secondo la diffusa (ma non universalmente accettata) interpretazione di Copenaghen della meccanica quantistica, un sistema fisico microscopico non possiede proprietà oggettive (anti-realismo) prima che queste siano misurate mediante un apparato di misura. La meccanica quantistica fornirebbe a priori solo un insieme di probabilità attribuibili al possibile esito di una misura (probabilismo ontologico). Ad esempio, la distribuzione di probabilità (figura d'interferenza) prodotta da molti elettroni che passano attraverso una doppia fenditura può essere calcolata usando la meccanica quantistica. Ma, secondo l'interpretazione di Copenaghen, il percorso esatto di un singolo elettrone tra le fenditure e lo schermo non può essere né predetto dalla meccanica quantistica, né determinato sperimentalmente. Albert Einstein era convinto che tale interpretazione fosse errata, e che a tutte le distribuzioni di probabilità calcolabili mediante la meccanica quantistica dovessero corrispondere eventi deterministici soggiacenti, conoscibili mediante una teoria più completa della meccanica quantistica.
Proprio riferendosi al probabilismo intrinseco all'interpretazione di Copenaghen Einstein affermò, in una lettera a Bohr del 4 dicembre 1926, «Dio non gioca a dadi con l'Universo». Pare che Niels Bohr, principale autore di tale interpretazione, abbia risposto ad Einstein: «Smettila di dire a Dio cosa fare con i suoi dadi». Nel 1996 Stephen Hawking commentò la famosa battuta di Einstein alla luce delle conoscenze astrofisiche sulla struttura dell'universo: «Einstein [...] sbagliò quando disse: «Dio non gioca a dadi». La considerazione dei buchi neri suggerisce infatti non solo che Dio gioca a dadi, ma che a volte ci confonda gettandoli dove non li si può vedere».
La posizione realista ("esiste una realtà fisica indipendente dal soggetto che la studia") e deterministica ("le grandezze fisiche hanno sempre valori determinati da un'adeguata teoria fisica") di Albert Einstein lo rese critico anche nei confronti dell'indeterminismo quantistico. Nel corso del quinto congresso Solvay, tenutosi a Bruxelles nel 1927, Einstein propose vari esperimenti mentali basati su fenomeni di diffrazione di una particella mediante una fenditura singola, o d'interferenza prodotta da molte particelle che attraversano una doppia fenditura. L'intenzione di Einstein era sempre quella di provare - in linea di principio - la possibilità di misurare coppie di variabili coniugate (posizione/momento o energia/tempo) meglio di quanto previsto dal limite dell'indeterminazione di Heisenberg. Bohr riuscì a controbattere efficacemente, mostrando che gli esperimenti citati implicavano una variazione inevitabile (disturbo) della variabile coniugata associata a quella misurata, tale che il prodotto dell'errore di misura dell'una col disturbo dell'altra risultava superiore al limite h previsto da Heisenberg.
Einstein sfidò nuovamente Bohr nel corso del sesto congresso Solvay, tenutosi a Parigi nel 1930, proponendo il seguente esperimento mentale: riempiamo una scatola con del materiale radioattivo e agganciamola verticalmente ad una bilancia di precisione a molla. La scatola ha uno sportello, che viene aperto e immediatamente chiuso, permettendo così a un po' di radiazione di uscire. Il meccanismo è azionato da un orologio interno alla scatola, che misura il preciso istante in cui si è aperto e richiuso lo sportello. In questo modo il tempo è noto con precisione. Vogliamo ora misurare con precisione anche la variabile coniugata (l'energia): pesiamo la scatola prima e dopo l'emissione di radiazione, semplicemente leggendo l'indice della bilancia su cui è appesa la scatola. L'equivalenza tra massa ed energia, derivante dalla relatività speciale, ci permetterà di determinare precisamente quanta energia ha lasciato la scatola. 
Aggirando in questo modo il limite imposto dalla relazione d'indeterminazione energia/tempo.
Bohr ribatté ad Einstein che egli non aveva tenuto conto di un effetto previsto proprio dalla relatività generale di Einstein: se l'energia esce, la scatola è più leggera e si solleverà leggermente sulla bilancia a molla che deve sorreggere la scatola per poterne misurare la variazione di massa. Questo cambierà la posizione dell'orologio nel campo gravitazionale terrestre. Di conseguenza la sua misurazione del tempo sarà diversa rispetto alla posizione precedente, portando a un inevitabile errore nella determinazione dell'intervallo temporale. L'analisi dettagliata del fenomeno, svolta da Bohr, mostra che l'imprecisione della misura è correttamente prevista dalla relazione d'indeterminazione energia/tempo di Heisenberg.

## Rilevanza epistemologica
(Werner Karl Heisenberg, 1927)
(Werner Karl Heisenberg, 1930)
Le due citazioni mettono in evidenza la consapevolezza di Heisenberg d'aver dato un contributo fondamentale non solo alla fisica, ma anche alla epistemologia e alla filosofia della scienza del XX secolo. Il principio d'indeterminazione segna la fine della descrizione della realtà fisica 
in accordo col determinismo meccanicista (che implica sia il determinismo sia la predicibilità), espressa in modo quasi analogo da Ruggero Giuseppe Boscovich (che scriveva della descrizione dinamica di un insieme di punti materiali) e da Pierre Simon Laplace nel contesto della fisica classica:
(Ruggero Giuseppe Boscovich, 1763)
(Pierre Simon Laplace, 1812)
Il termine determinismo fu tuttavia coniato solo nel 1865 dal fisiologo Claude Bernard. Secondo l'approccio determinista, ad uno stato fisico presente completamente definito corrisponde un unico stato futuro ad esso compatibile, altrettanto definito; a due stati presenti molto simili corrispondono due stati futuri molto simili.
Si ha predicibilità qualora sia sempre possibile predire l'evoluzione dei sistemi fisici a partire dalla conoscenza delle condizioni del sistema ad un dato istante {\displaystyle t_{o}} e delle leggi che ne determinano in modo univoco la dinamica. L'esempio tipico è dato dalla seconda legge di Newton:
{\displaystyle {\vec {F}}=m\,{\vec {a}}}.
Dalla conoscenza della forza {\displaystyle {\vec {F}}} agente sul corpo, della massa {\displaystyle m} e delle condizioni iniziali ({\displaystyle x_{o}}, {\displaystyle v_{o}}) è possibile ricavare la traiettoria, ovvero determinare l'insieme continuo dei punti dello spazio in cui il corpo si è trovato in passato ({\displaystyle t<t_{o}}), o si troverà in futuro ({\displaystyle t>t_{o}}). Il determinismo non implica necessariamente la predicibilità (anche se non la esclude). Si parla di determinismo meccanicista nel caso in cui si assuma che valgano sia il determinismo, sia la predicibilità.
L'affermarsi della fisica statistica nella seconda metà del XIX secolo diffuse l'uso di metodi statistici, e la consapevolezza che di alcune osservabili si possano di fatto conoscere solo il valor medio e la deviazione standard, ma non un valore univoco ("esatto" entro i limiti di precisione degli strumenti usati nella misura). Tuttavia le probabilità utilizzate in meccanica statistica dipendono in linea di principio solo dalla limitata conoscenza che possiamo ottenere sperimentalmente del fenomeno fisico indagato [sistemi (gas) a molti corpi (molecole del gas)]. Per questo motivo tali probabilità si definiscono epistemiche. 
L'ipotetica "mente di Boscovich" o "intelligenza di Laplace" sopra citate non avrebbero bisogno di metodi statistici: potrebbero seguire una ad una le molecole del gas, e per ciascuna calcolarne la traiettoria usando la II legge di Newton. Anche se si parla, in questo caso, d'indeterminismo statistico, l’indeterminazione emerge a livello macroscopico, mentre non è presente a livello microscopico o nel formalismo matematico dei processi d'urto a livello molecolare. La meccanica statistica ricade quindi ancora nella definizione di determinismo meccanicista, che combina determinismo e predicibilità:
(Erwin Schrödinger, 1931)
Il lavoro di Henri Poincaré pubblicato nel 1890 sul problema dei tre corpi e la stabilità del sistema solare è alla base della teoria del caos deterministico, o teoria dei sistemi complessi. La teoria del caos è lo studio attraverso modelli della fisica matematica dei sistemi fisici non lineari che esibiscono una sensibilità esponenziale rispetto alle condizioni iniziali. I sistemi di questo tipo sono governati da leggi deterministiche, eppure sono in grado di esibire una casualità empirica nell'evoluzione delle variabili dinamiche. Questo comportamento casuale si manifesta solo nel momento in cui si confronta l'andamento temporale asintotico di due sistemi con configurazioni iniziali arbitrariamente simili tra loro. Il caos deterministico implica la impredicibilità asintotica dei sistemi dinamici complessi. Ci troviamo quindi in una situazione differente rispetto a quella del determinismo laplaciano: ancora ad uno stato fisico presente completamente definito corrisponde un unico stato futuro ad esso compatibile, altrettanto definito; ma a due stati presenti molto simili possono corrispondere due stati futuri molto diversi tra loro (impredicibilità). Col caos deterministico si ha una forma di determinismo (le leggi dinamiche dei sistemi non lineari) che esclude esplicitamente la predicibilità.
L'avvento della meccanica quantistica mutò radicalmente la situazione. L'equazione di Schrödinger, formulata da Erwin Schrödinger nel 1925 e pubblicata nel 1926, è l'equazione fondamentale che determina l'evoluzione temporale dello stato quantico di un sistema, come ad esempio una particella, un atomo o una molecola. Si tratta di un'equazione d'onda differenziale alle derivate parziali, lineare, complessa e non relativistica, che ha come incognita la funzione d'onda {\displaystyle \psi }. Tale funzione d'onda fu introdotta basandosi sull'ipotesi di de Broglie, secondo cui alle particelle che costituiscono la materia, come l'elettrone, è associata un'onda fisica caratteristica (onda di materia) che ha la forma di un pacchetto d'onde spazialmente localizzato. Erwin Schrödinger immaginò inizialmente che il modulo quadro della funzione d'onda {\displaystyle \psi } associata all'elettrone descrivesse la densità di carica o la densità di massa della particella; tale interpretazione fu presto scartata perché il pacchetto d'onde si sparpaglia col passare del tempo, mentre la carica e la massa dell'elettrone restano sempre localizzate. Nel 1926 Max Born interpretò invece {\displaystyle |\psi |^{2}} come legata alla distribuzione di probabilità della posizione dell'elettrone nello spazio:
{\displaystyle {\cal {P}}(V)=\int _{V}|\psi |^{2}\,dV}
indica la probabilità di trovare la particella nel volume spaziale V in un dati istante {\displaystyle t_{o}}. L'argomento dell'equazione di Schrödinger non è più una grandezza fisica misurabile, come per le equazioni della fisica classica, ma una funzione d'onda complessa, il cui modulo quadro {\displaystyle |\psi |^{2}} viene interpretato come una densità di probabilità. Quindi le probabilità che compaiono in meccanica quantistica non sono più epistemiche, ma strutturali. Se si ritiene poi che l'equazione di Schrödinger con l'interpretazione data da Born alla funzione d'onda {\displaystyle \psi } descriva la realtà fisica (assunzione del realismo scientifico), allora il probabilismo della meccanica quantistica risulta essere ontologico.
L'interpretazione di Born entrò successivamente a far parte dell'interpretazione ortodossa della meccanica quantistica, nota come interpretazione di Copenaghen. Secondo tale diffusa (ma non universalmente accettata) interpretazione della meccanica quantistica, un sistema fisico microscopico non possiede proprietà oggettive (anti-realismo) prima che queste siano misurate mediante un apparato di misura. La meccanica quantistica fornirebbe a priori solo un insieme di probabilità attribuibili al possibile esito di una misura, e tale esito non sarebbe comunque univoco (probabilismo ontologico). Inoltre l'impossibilità di definire il valore delle variabili prima di una misura fa mancare una condizione essenziale all'evoluzione deterministica del sistema: la completa definizione dello stato iniziale. «Secondo la cosiddetta "interpretazione di Copenaghen" della meccanica quantistica, [...] i risultati delle misurazioni che possiamo fare quando ci occupiamo di particelle atomiche sono dunque essenzialmente, sostanzialmente e strutturalmente non deterministici.» (Mariangela Priarolo, 2011) Esistono tuttavia altre interpretazioni della meccanica quantistica, quali l'interpretazione di Bohm, che non condividono il ruolo centrale del processo di misura (anti-realismo) o l'incompletezza dello stato iniziale del sistema (indeterminismo) assunti dall'interpretazione di Copenaghen.
L'indeterminismo introdotto dalle disuguaglianze di Heisenberg è legato all'impossibilità di definire il valore delle variabili prima di una misura, che fa mancare una condizione essenziale all'evoluzione deterministica del sistema: la completa definizione dello stato iniziale: «nella formulazione [...] "se conosciamo in modo preciso il presente, possiamo prevedere il futuro", non è falsa la conclusione, bensì la premessa» (Heisenberg). Basta infatti riscrivere l'indeterminazione posizione/quantità di moto nella forma
{\displaystyle \Delta x_{o}\cdot \Delta v_{o}\,\geq \,{\frac {\hbar }{2m}}}
per rendersi conto che non si può avere, in linea di principio, conoscenza esatta delle condizioni del sistema ad un dato istante {\displaystyle t_{o}}: tanto più si tenta di ridurre l'incertezza sulla variabile {\displaystyle x_{o}}, tanto più aumenta l'incertezza su {\displaystyle v_{o}} (relazione di proporzionalità inversa tra le due). Ci si trova nel primo dei due casi possibili d'indeterminismo: lo stato presente non è completamente definibile oppure a un medesimo stato presente completamente definito possono corrispondere molti stati futuri possibili, uno solo dei quali si realizzerà.
Fa eccezione l'interpretazione di Bohm della meccanica quantistica, che risulta essere deterministica ma, come tutte le altre interpretazioni quantistiche, implica la rinuncia alla predicibilità. In tale interpretazione lo stato iniziale risulta completamente definito: le coordinate delle particelle del sistema nell'istante iniziale to sono considerate essere variabili nascoste. L'osservatore non può conoscere i valori precisi di queste variabili (che risultano, appunto nascoste) a causa delle limitazioni imposte alla loro esatta misurazione dall'indeterminazione di Heisenberg. Una particella ha, secondo Bohm, un'onda associata, che evolve secondo l'equazione di Schrödinger. La particella segue quindi una traiettoria deterministica, guidata dalla propria onda. Tuttavia le previsioni sull'esito dell'evoluzione temporale del sistema rimangono probabilistiche (impredicibilità) perché non può essere conosciuto l'esatto valore della posizione iniziale (variabile nascosta) della particella, che ne condiziona la successiva evoluzione.
Le disuguaglianze di Kennard e di Robertson mostrano un ulteriore significato dell'indeterminazione quantistica. Mentre le disuguaglianze di Heisenberg implicano sempre una misura, e il conseguente disturbo da questa provocata su misure dell'osservabile coniugata (indeterminismo operazionale), quelle di Kennard e Robertson evidenziano proprietà caratteristiche dei sistemi quantistici (indeterminismo intrinseco). L'indeterminazione passa dall'essere un fenomeno inerentemente legato agli strumenti e alle misure, ad essere una peculiarità della meccanica quantistica. È il formalismo matematico della teoria (spazi di Hilbert a infinite dimensioni) ad implicare l'indeterminismo quantistico, secondo le tesi del realismo strutturale. O in alternativa si tratta di una caratteristica degli enti quantistici (fotoni, particelle massive), che si differenziano anche per questo indeterminismo intrinseco dagli enti della fisica classica (onde o particelle macroscopiche), come sostiene il realismo scientifico. In entrambi i casi, l'indeterminazione risulta essere una peculiarità fondativa ed essenziale della meccanica quantistica.
Una conseguenza immediata della disuguaglianza scritta sopra è la perdita del concetto di traiettoria per le particelle atomiche e subatomiche: non avendo precisa conoscenza delle condizioni iniziali ({\displaystyle x_{o}}, {\displaystyle v_{o}}), non è possibile ricavare la traiettoria, ovvero determinare l'insieme continuo dei punti dello spazio in cui la particella si è trovata in passato ({\displaystyle t<t_{o}}), o si troverà in futuro ({\displaystyle t>t_{o}}).
Questo fatto introduce un'ulteriore differenza fondamentale tra le particelle classiche e quelle quantistiche: particelle identiche classiche sono distinguibili mentre particelle identiche quantistiche risultano indistinguibili. L'unico modo di distinguere due particelle identiche che entrino in contatto è infatti la diversa traiettoria che hanno seguito prima dell'urto ({\displaystyle t<t_{o}}), e che seguiranno dopo l'urto ({\displaystyle t>t_{o}}). A due particelle identiche classiche si applica la II legge di Newton; quindi in linea di principio è sempre possibile ricostruirne le traiettorie, e sapere cosa succede a ciascuna particella dopo l'urto. Ma per due particelle identiche quantistiche non si ha precisa conoscenza delle condizioni iniziali ({\displaystyle x_{o}}, {\displaystyle v_{o}}), e quindi non è possibile ricavare le traiettorie. In mancanza di tale informazione, risulta impossibile stabilire "chi è chi" dopo l'urto, ovvero distinguerle.
Altre proprietà tipicamente quantistiche sono lo spin e l'elicità. Due particelle che abbiano interagito possono manifestare entanglement quantistico.
La classificazione delle particelle quantistiche è fatta a partire dallo spin, che permette di distinguere due classi di particelle: bosoni, con spin intero (0, 1, 2) e fermioni, con spin semidispari (1/2, 3/2, 5/2). I fermioni obbediscono al principio di esclusione di Pauli (due fermioni identici non possono occupare simultaneamente lo stesso stato quantico) e seguono la statistica di Fermi-Dirac. I bosoni invece sono liberi di affollare lo stesso stato quantico e seguono la statistica di Bose-Einstein.
Mentre le particelle classiche obbediscono alla statistica di Maxwell-Boltzmann, per quelle quantistiche il teorema spin-statistica mette in relazione lo spin di una particella con la statistica a cui essa obbedisce. La tesi del teorema afferma che le particelle a spin intero (0, 1, 2) seguono la statistica di Bose-Einstein, mentre quelle a spin semidispari (1/2, 3/2, 5/2) obbediscono alla statistica di Fermi-Dirac. Il teorema fu enunciato per la prima volta nel 1939 da Markus Fierz, e fu riderivato in maniera più sistematica da Wolfgang Pauli. Argomentazioni di teoria quantistica dei campi (la richiesta d'invarianza per riflessioni temporali impone una restrizione alle proprietà dell'operatore di campo che corrisponde alla connessione tra spin e statistica delle particelle) furono fornite da Julian Schwinger nel 1951. Nel 1961 Richard Feynman ne diede una dimostrazione più intuitiva, partendo da presupposti differenti.
Come detto, gli enti quantistici hanno proprietà peculiari profondamente diverse da quelle degli enti della fisica classica (onde o particelle macroscopiche):
1. Indeterminismo intrinseco;
2. Assenza di traiettoria;

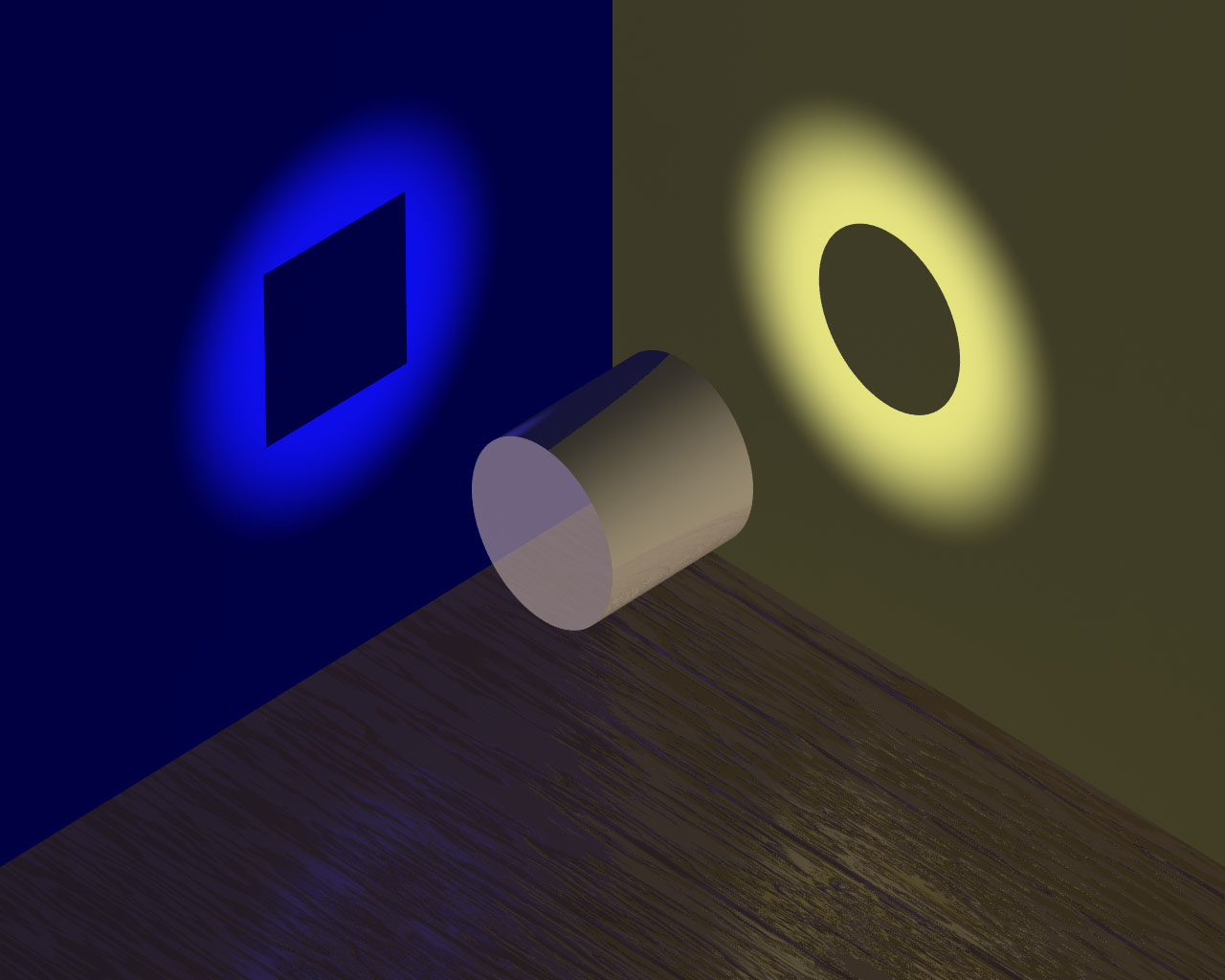
Metafora del cilindro: un solido le cui proiezioni possono produrre le immagini di un cerchio o di un quadrato.

3. Particelle identiche sono indistinguibili;
4. Sono dotati di spin;
5. Sono dotati di elicità;
6. Possono manifestare entanglement quantistico;
7. Sono bosoni o fermioni.

Risulta pertanto improprio cercare di classificare bosoni e fermioni sulla base di categorie classiche quali onde o particelle macroscopiche. Il dualismo onda/particella è stato un concetto problematico che ha caratterizzato la meccanica quantistica fin dalle origini. L'opinione, tra gli altri, di Richard Feynman e di Jean-Marc Lévy-Leblond è che si debbano evitare termini classici nel definire gli enti della meccanica quantistica. L'epistemologo Mario Bunge ha coniato nel 1967 il termine quantone proprio per denominare con un unico sostantivo bosoni e fermioni.
Resta da capire come mai quantoni dello stesso tipo (elettrone, ad esempio) manifestino alternativamente proprietà corpuscolari oppure ondulatorie (dualismo onda/particella). Forse aiuta l'intuizione la metafora del cilindro (quantone): non è né un cerchio, né un quadrato, ma le sue proiezioni (visioni classiche) ci forniscono, a seconda della prospettiva, l'immagine di un cerchio (onda) o di un quadrato (particella macroscopica). Tuttavia - come detto nella Sezione Altre disuguaglianze di Heisenberg - i quantoni possono talvolta mostrare simultaneamente proprietà sia corpuscolari sia ondulatorie (dualità onda/particella), dimostrando definitivamente che il dominio quantistico non è riconducibile alle categorie dicotomiche classiche di onde o particelle.